# Симдянкин, Никита Юрьевич
Ники́та Ю́рьевич Симдя́нкин (род. 3 января 2001, Алкино-2, Чишминский район, Башкортостан, Россия) — российский футболист, нападающий клуба КДВ.

## Карьера

### Клубная
Воспитанник академии «Зенита» из Санкт-Петербурга. В 2018—2020 годах выступал за молодёжный состав клуба, в 2020—2021 годах — за «Зенит-2». В феврале 2022 года подписал контракт с грузинским «Самгурали». Дебютировал в Эровнули Лиге 5 марта в матче против тбилисского «Локомотива» (3:1). В июле 2023 года вернулся в Россию, на правах аренды перейдя в ивановский «Текстильщик». Через несколько дней дебютировал в основном составе красно-черных в матче против «Новосибирска» (0:0). После окончания срока аренды и выхода красно-черных в «золотую группу», Симдянкин покинул расположение «Текстильщика». В 2025 году пополнил ряды клуба КДВ.

### В сборной
В 2019 году провёл 4 матча за юношескую сборную России до 18 лет.

## Достижения
- Серебряный призёр Второй лиги (2): 2020/21 (зона «Запад»), 2023/24 (группа «серебро» Дивизиона «А»)

## Интересные факты
Зимой 2021 года во время тренировки на сборе «Зенита-2» в турецком Белеке Никита Симдянкин вместе со своим партнером Исламом Жиловым и тренером по физподготовке Луисом Анулой услышали крики о помощи и, откликнувшись на них, вытащили потерявшего сознание человека из горящего помещения, сохранив ему жизнь.